# La Famille de Pascal Duarte
La Famille de Pascal Duarte (La familia de Pascual Duarte) est un roman du lauréat du prix Nobel, l’espagnol Camilo José Cela. Les deux premières éditions de 1942-1943 ont été interdites. Une nouvelle édition espagnole a été autorisée en 1946.

## Thème
Ce roman est fondamental pour la génération du tremendisme, qui se concentre sur le traitement des personnages et est marqué par des scènes de violence fréquentes. Le roman est en fait considéré comme le premier roman de ce type d'écriture, mais contient également des thèmes de réalisme extrême et d'existentialisme : les personnages vivent en marge de la société et leur vie est submergée par l'angoisse et la douleur ; l'archétype de ce thème se trouve chez le protagoniste du roman, Pascual Duarte, qui a appris que la violence était le seul moyen de résoudre ses problèmes. La famille de Pascual Duarte a plusieurs narrateurs, le principal étant Duarte, qui raconte son histoire dans un dialecte rural.
Le protagoniste est originaire d'Estrémadure où il a vécu de 1882 à 1937, années au cours desquelles les structures sociales et politiques de l'Espagne ont été marquées par une extrême instabilité. Cette période est l’une des périodes les plus agitées de son histoire.
Le roman a un thème religieux clair, et les références à Dieu tout au long de l’œuvre sont nombreuses.

## Réception
- Le roman choqua énormément en 1942, les deux premières éditions furent interdites de distribution, mais il fut lu sous le manteau, commenté et considéré par beaucoup comme un chef-d’œuvre. Une troisième édition vit le jour en Argentine. Un changement dans la structure des autorités de contrôle permit une quatrième édition à Barcelone en 1946, avec une introduction de Gregorio Marañón, membre de l'Académie royale espagnole[1].
- « La famille de Pascal Duarte est le livre en castillan traduit dans le plus grand nombre de langues après Don Quichotte »[2].

## Personnages
- Pascual Duarte : le narrateur-protagoniste. Sa vie est pleine de douleur et de malchance. C'est un homme impulsif et sans conscience, ce qui le conduit à un meurtre sans scrupules et en conséquence de passer sa vie en prison..
- Rosario : la sœur de Pascual. Elle a un contrôle total sur leur père. Elle quitte leur maison et commence probablement à se prostituer.
- Esteban Duarte : le père de Pascual. Il meurt des suites d'une morsure de chien enragé.
- Lola : Première épouse de Pascual. Elle perd deux fils, le premier à la suite d'une fausse couche causée par un cheval et le second, Pascualito, 11 mois après sa naissance.
- Mario : le demi-frère de Pascual du côté de sa mère, fils de Rafael. Il meurt très jeune.
- Rafael : l'amant de la mère de Pascual. Il est cruel, surtout envers son fils Mario.
- La mère de Pascual: une femme perverse, cruelle et alcoolique. Elle frappe ses enfants et est infidèle à son mari Esteban. À la fin, Pascual la tue pour tout ce qui s'est passé.
- Engracia : la sorcière de la ville. Elle se rend souvent chez Pascual et est présente pour de nombreuses maladies qui frappent la famille de Pascual.
- El Estirao : un souteneur qui vit de ses prostituées. Pascual lui en veut profondément de déshonorer sa sœur et sa femme et finit par le tuer.
- Don Manuel : le prêtre de la ville. Pascual va le voir quand il va se marier.
- Lurueña : le prêtre de la prison. Il a de bonnes relations avec Pascual et est avec lui dans les instants qui précèdent sa mort.
- Esperanza : la deuxième épouse de Pascual et nièce d'Engracia. Elle était amoureuse de lui avant même d'avoir épousé Lola, et les deux peuvent se marier après sa sortie de prison.
- Don Conrado : le directeur de la prison. Un homme bon qui aide Pascual à sortir une première fois de prison.

## Éditions
- La familia de Pascual Duarte, Burgos, Aldecoa, 1942
- La familia de Pascual Duarte, Madrid, Aldecoa, 1943
- La familia de Pascual Duarte, Buenos Aires, Emecé, 1945
- La familia de Pascual Duarte, Barcelona, Ediciones del Zodiaco, 1946
- La familia de Pascual Duarte, Barcelona, Destino, 1988
- La Famille de Pascal Duarte, traduction de Jean Viet, Seuil, 1948  — seule traduction en français